# Насута, Гжегож
Гжегож Насута (пол. Grzegorz Nasuta; род. 1 марта 1996, Белосток) — польский шахматист, гроссмейстер (2018).

## Спортивные результаты
| Год  | Город     | Турнир                                                | + | − | = | Результат | Место       |
| ---- | --------- | ----------------------------------------------------- | - | - | - | --------- | ----------- |
| 2013 | Легница   | Чемпионат Европы                                      | 3 | 3 | 5 | 5½ из 11  | [ 3 ] [ 4 ] |
| 2015 | Пардубице | «CZECH OPEN 2015 — A — GM open»                       | 3 | 1 | 5 | 5½ из 9   | [ 5 ]       |
| 2016 | Варшава   | «MIGUEL NAJDORF INTERNATIONAL CHESS FESTIVAL grupa A» | 3 | 1 | 5 | 5½ из 9   | [ 6 ]       |
|      |           |                                                       |   |   |   | из        |             |

## Изменения рейтинга
| Графики недоступны из-за технических проблем. См. информацию на Фабрикаторе и на mediawiki.org. |